# يوجين ليندن
يوجين ليندن (بالإنجليزية: Eugene Linden)‏ هو موزع أمريكي، ولد في 1902 في شيكاغو في الولايات المتحدة، وتوفي في 1983.

## وصلات خارجية
- يوجين ليندن على موقع ميوزك برينز (الإنجليزية)